# Дзимоне
Дзимоне (итал. Zimone) — коммуна в Италии, располагается в регионе Пьемонт, в провинции Бьелла.
Население составляет 405 человек (2008 г.), плотность населения составляет 203 чел./км². Занимает площадь 2 км². Почтовый индекс — 13887. Телефонный код — 015.
Покровителем коммуны почитается святой великомученик Георгий, празднование 23 апреля.

## Демография
Динамика населения:

## Администрация коммуны
- Официальный сайт: